# Лема Гауса про незвідні многочлени
Лема Гауса — твердження про властивості многочленів над факторіальними кільцями, що вперше було доведено для многочленів над кільцем цілих чисел. Має багато застосувань у теорії кілець та полів, зокрема при доведенні факторіальності кільця многочленів над факторіальним кільцем і теореми Люрота.

## Твердження
Нехай {\displaystyle R} — факторіальне кільце.
Тоді справедливими є такі два твердження:
- Для довільних {\displaystyle a\in R,\;\;\;f,g\in R[x]} якщо {\displaystyle a} ділить всі коефіцієнти добутку {\displaystyle f(x)g(x),} то {\displaystyle a} також ділить всі коефіцієнти або многочлена {\displaystyle f(x)} або многочлена {\displaystyle g(x).} Зокрема якщо {\displaystyle f(x),g(x)} — примітивні многочлени (многочлен називається примітивним, якщо найбільший спільний дільник його коефіцієнтів є оборотним елементом), то і многочлен {\displaystyle f(x)g(x)} є примітивним;
- Якщо {\displaystyle Q} — поле часток кільця {\displaystyle R} то довільний многочлен не рівний константі є незвідним у кільці {\displaystyle Q[x]} тоді і тільки тоді коли він є незвідним у кільці {\displaystyle R[x].}

Твердження про добуток примітивних многочленів і про незвідні многочлени будуть справедливими і якщо розглядати замість факторіальних кілець більш загальні області в яких два довільних елементи мають найбільший спільний дільник.

## Доведення (для факторіальних кілець)
Покажемо, що якщо елемент {\displaystyle p} кільця {\displaystyle R} є спільним дільником коефіцієнтів многочлена {\displaystyle f(x)g(x)}, то він є спільним дільником всіх коефіцієнтів многочлена {\displaystyle f(x)} або спільним дільником всіх коефіцієнтів многочлена {\displaystyle g(x)}.
Нехай {\displaystyle f(x)=a_{0}+a_{1}x+\ldots +a_{n}x^{n}}, {\displaystyle g(x)=b_{0}+b_{1}x+\ldots +b_{m}x^{m}}, {\displaystyle n=\operatorname {deg} f,m=\operatorname {deg} g} — степені цих многочленів.
Припустимо, що {\displaystyle p} не ділить всі коефіцієнти ні многочлена {\displaystyle f(x)} ні многочлена {\displaystyle g(x).} Тоді існують найменші {\displaystyle i,j} для яких {\displaystyle p\nmid a_{i}} і {\displaystyle p\nmid b_{j}.}
Коефіцієнт біля одночлена степеня {\displaystyle i+j} многочлена {\displaystyle f(x)g(x)} має вигляд:
{\displaystyle \sum _{k<i}a_{k}b_{i+j-k}+a_{i}b_{j}+\sum _{l<j}a_{i+j-l}b_{l}.}
Згідно вибору {\displaystyle i,j} елемент {\displaystyle p} ділить всі доданки у цій сумі за винятком {\displaystyle a_{i}b_{j},} яких він не ділить оскільки кільце є факторіальним. Отож він не ділить і всю суму, що є одним з коефіцієнтів многочлена. Як наслідок, якщо обидва многочлени {\displaystyle f(x),g(x)} є примітивними то єдиними елементами, що ділять всі коефіцієнти їх добутку є оборотні елементи, тобто {\displaystyle f(x)g(x)} — примітивний многочлен.
Нехай тепер {\displaystyle f(x)=f_{1}(x)f_{2}(x)} — факторизація у кільці {\displaystyle Q[x].} Обравши спільні кратні знаменників коефіцієнтів многочленів {\displaystyle f_{1}(x),f_{2}(x)} отримуємо, що {\displaystyle af_{1}(x)=g_{1}(x)\in R[x]} і {\displaystyle bf_{2}(x)=g_{2}(x)\in R[x]} і {\displaystyle abf(x)=g_{1}(x)g_{2}(x).}
Кожен незвідний дільник {\displaystyle ab} відповідно ділить всі коефіцієнти многочлена {\displaystyle g_{1}(x)g_{2}(x)} і відповідно всі коефіцієнти одного з цих многочленів. Поділивши на цей дільник і повторивши цей процес скінченну кількість разів отримуємо факторизацію у кільці {\displaystyle R[x].}